# Cutter (imbarcazione)

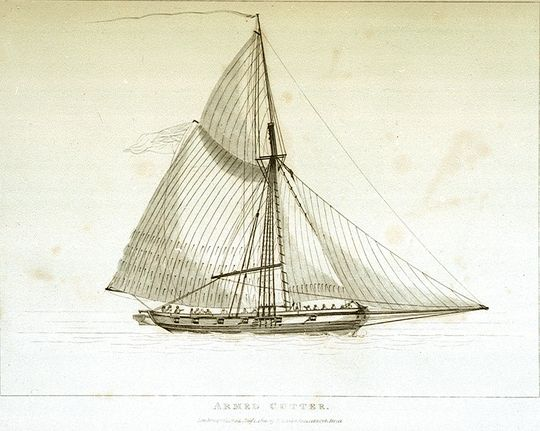
Cutter militare.

A = Randa
B = Fiocco
D = Trinchetta
E = Fiocco volante o uccellina

Il cutter è una barca a vela che ha solitamente una randa e almeno due fiocchi.

## Storia
Le origini del cutter rimangono incerte. Tra i paesi più accreditati come inventori di tale imbarcazione figurano l'Inghilterra, i Paesi Bassi, la Nuova Inghilterra ed i Caraibi, ma è probabile che ognuna di queste terre a cavallo tra il XVII ed il XVIII secolo vide varate imbarcazioni simili al cutter canonico.
Al principio del Settecento i Cutter erano utilizzati come pescherecci, barche per il contrabbando, naviglio da guerra di corsa, navi postali e guardiacoste, oltre che come avvisi, cioè imbarcazioni usate per facilitare la comunicazione tra le navi maggiori delle flotte militari.
Tutti compiti per i quali erano richieste velocità e sicurezza nella navigazione, anche con tempo avverso.
I cutter militari (e corsari) erano armati con cannoni leggeri, sia da fuoco di bordata che in affusti girevoli, e trovarono rapidamente impiego anche in flotte mediterranee, baltiche e scandinave. I cutter nella Royal Navy erano naviglio non classificato, comandato da tenenti di vascello o guardiamarina ed usato come avviso o nave pattuglia.
In USA e Gran Bretagna il cutter è attualmente una motovedetta della dogana o Guardia Costiera; infatti i mezzi della USCG sono classificati come United States Coast Guard Cutter, e quelli britannici dapprima "HMRC" (His/Her Majesty's Revenue Cutter), poi "HMCC" (His/Her Majesty's Customs Cutter) fino al trasferimento alla UK Border Agency che li ha riclassificati HMC (His/Her Majesty's Cutter).

## L'imbarcazione
Questo tipo di armo è utilizzato per barche medio-grandi poiché l'uso generale di un fiocco e di una trinchetta permette una migliore manovrabilità e una migliore stabilità alla barca.
Il fiocco di questo tipo di barche solitamente è di grandi dimensioni e ha il punto di scotta a poppavia dell'albero.
Può capitare di avere un terzo fiocco che prende il nome di fiocco volante o uccellina.